# Séisme de Düzce en 2022
 (septembre 2023).
La mise en forme du texte ne suit pas les recommandations de Wikipédia : il faut le « wikifier ».
Les points d'amélioration suivants sont les cas les plus fréquents. Le détail des points à revoir est peut-être précisé sur la page de discussion.
- Les titres sont pré-formatés par le logiciel. Ils ne sont ni en capitales, ni en gras.
- Le texte ne doit pas être écrit en capitales (les noms de famille non plus), ni en gras, ni en italique, ni en « petit »…
- Le gras n'est utilisé que pour surligner le titre de l'article dans l'introduction, une seule fois.
- L'italique est rarement utilisé : mots en langue étrangère, titres d'œuvres, noms de bateaux, etc.
- Les citations ne sont pas en italique mais en corps de texte normal. Elles sont entourées par des guillemets français : « et ».
- Les listes à puces sont à éviter, des paragraphes rédigés étant largement préférés. Les tableaux sont à réserver à la présentation de données structurées (résultats, etc.).
- Les appels de note de bas de page (petits chiffres en exposant, introduits par l'outil «  Source ») sont à placer entre la fin de phrase et le point final[comme ça].
- Les liens internes (vers d'autres articles de Wikipédia) sont à choisir avec parcimonie. Créez des liens vers des articles approfondissant le sujet. Les termes génériques sans rapport avec le sujet sont à éviter, ainsi que les répétitions de liens vers un même terme.
- Les liens externes sont à placer uniquement dans une section « Liens externes », à la fin de l'article. Ces liens sont à choisir avec parcimonie suivant les règles définies. Si un lien sert de source à l'article, son insertion dans le texte est à faire par les notes de bas de page.
- La présentation des références doit suivre les conventions bibliographiques. Il est recommandé d'utiliser les modèles {{Ouvrage}}, {{Chapitre}}, {{Article}}, {{Lien web}} et/ou {{Bibliographie}}. Le mode d'édition visuel peut mettre en forme automatiquement les références.
- Insérer une infobox (cadre d'informations à droite) n'est pas obligatoire pour parachever la mise en page.

Pour une aide détaillée, merci de consulter Aide:Wikification.
Si vous pensez que ces points ont été résolus, vous pouvez retirer ce bandeau et améliorer la mise en forme d'un autre article.
Le tremblement de terre s'est produit dans le district de Gölyaka à Düzce le 23 novembre 2022 à 04h08 (01H08 GMT) heure locale ,,,.

## Résumé
Un grave tremblement de terre s'est produit à Düzce, qui est situé sur la ligne de faille de l'Anatolie Nord, avec l'épicentre de Sarıdere-Gölyaka ,. La magnitude du séisme a été enregistrée à 6,1 par l'United States Geological Survey, l'AFAD 5,9 et l'Observatoire Kandilli de l'Université de Boğaziçi à 6,0.
Le tremblement de terre a été ressenti principalement dans la province de Düzce et ses districts, ainsi que dans les provinces et districts environnants d'Istanbul, Bolu, Ankara, Eskişehir, Kütahya, Bursa, Kocaeli, Edirne, Çankırı, Zonguldak, Sakarya et Yalova. Selon les données du KRDAE, 481 répliques se sont produites dans la région sismique jusqu'à 9h00 le 30 novembre 2022, dont trois étaient supérieures à Mw 4,0 ,. Lors des tremblements de terre d'Izmit et de Düzce en 1999, il n'y a pas eu de rupture complète à l'extrémité nord-est de la faille de Karadere, longue d'environ 10 km. On considère que le séisme survenu le 23 novembre 2022 a été provoqué par cette partie de la faille . Lors de ce tremblement de terre, 791 bâtiments ont été gravement endommagés, 2 personnes sont mortes à cause de la panique et 93 personnes ont été blessées (37 personnes à Düzce, 2 personnes à Istanbul, 14 personnes à Bolu, 10 personnes à Zonguldak, 26 personnes à Sakarya et 4 personnes à Bursa) ,.
Selon la déclaration du ministère de l'Environnement, de l'Urbanisation et du Changement climatique, 181 bâtiments gravement endommagés qui seront immédiatement démolis ont été identifiés dans tout Düzce.
Le maire de Düzce, Faruk Özlü, dans sa déclaration à Habertürk, a déclaré que la raison pour laquelle le tremblement de terre avait survécu avec de légers dégâts était qu'il y avait eu une restructuration dans toute la ville après le tremblement de terre de Düzce du 12 Novembre 1999, les bâtiments étaient limités à 3 étages, une architecture horizontale a été adoptée, la construction à plusieurs étages n'a pas été autorisée et les règles sismiques ont été méticuleusement respectées. a déclaré que cela était dû à sa mise en œuvre ,.